# Andrés Escobar
Artikeln följer den spanska namnseden; faderns efternamn är Escobar och moderns efternamn Saldarriaga.
Andrés Escobar Saldarriaga, född 13 mars 1967 i Medellín, Colombia, död 2 juli 1994 i samma stad, var en colombiansk fotbollsspelare. 
Andrés Escobar, med smeknamnet "Fotbollens gentleman", spelade i det colombianska landslaget, där han bar tröja nummer 2. Han deltog i fotbolls-VM 1990 i Italien  och i fotbolls-VM 1994 i USA.
Den 2 juli 1994 sköts Escobar ihjäl med sex revolverskott utanför en bar i en förort till Medellín. Enligt Escobars flickvän, Pamela Cascardo, ropade mördaren "¡Gol!" ("Mål!") för varje kula. Orsaken till detta dåd var att Escobar den 22 juni 1994 gjorde ett självmål när Colombia mötte USA i Världsmästerskapet i fotboll 1994. Matchen slutade 2–1 till USA, vilket ledde till att Colombia blev utslaget redan i gruppspelet. Självmålet skedde i den 35:e minuten av första halvlek.
Mördaren, Humberto Muñoz, greps strax efteråt och dömdes till 43 års fängelse, men han släpptes fri redan 2005. Mordet anses ha varit en "bestraffning" för självmålet, medan en annan teori är att mördaren, som var livvakt åt de rika Gallón-bröderna, var utskickad av något av de spelsyndikat som satsat stora pengar på att Colombia skulle vinna matchen.